# シグルドリーヴァの言葉

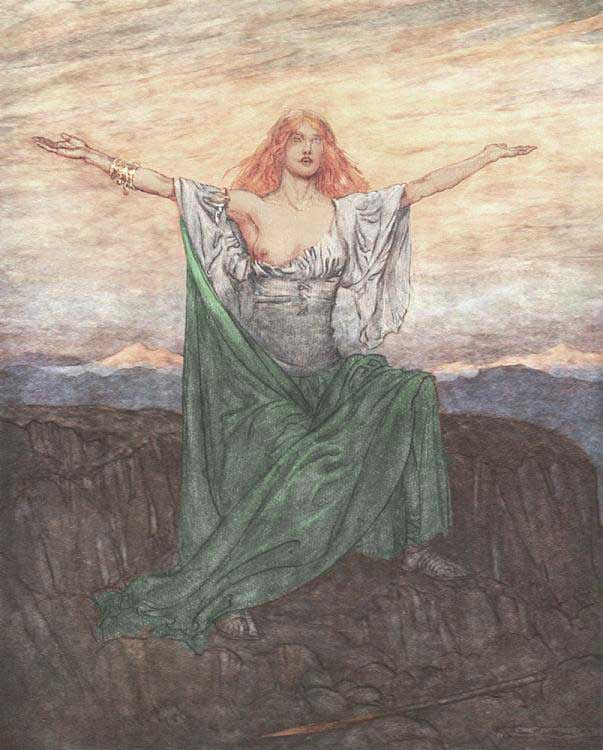
ブリュンヒルデは目覚め、その日とジークフリートを言祝ぐ（『シグルドリーヴァの言葉』を参照したワーグナー『ニーベルングの指輪』の1シーンのイラスト、アーサー・ラッカム、1911年）

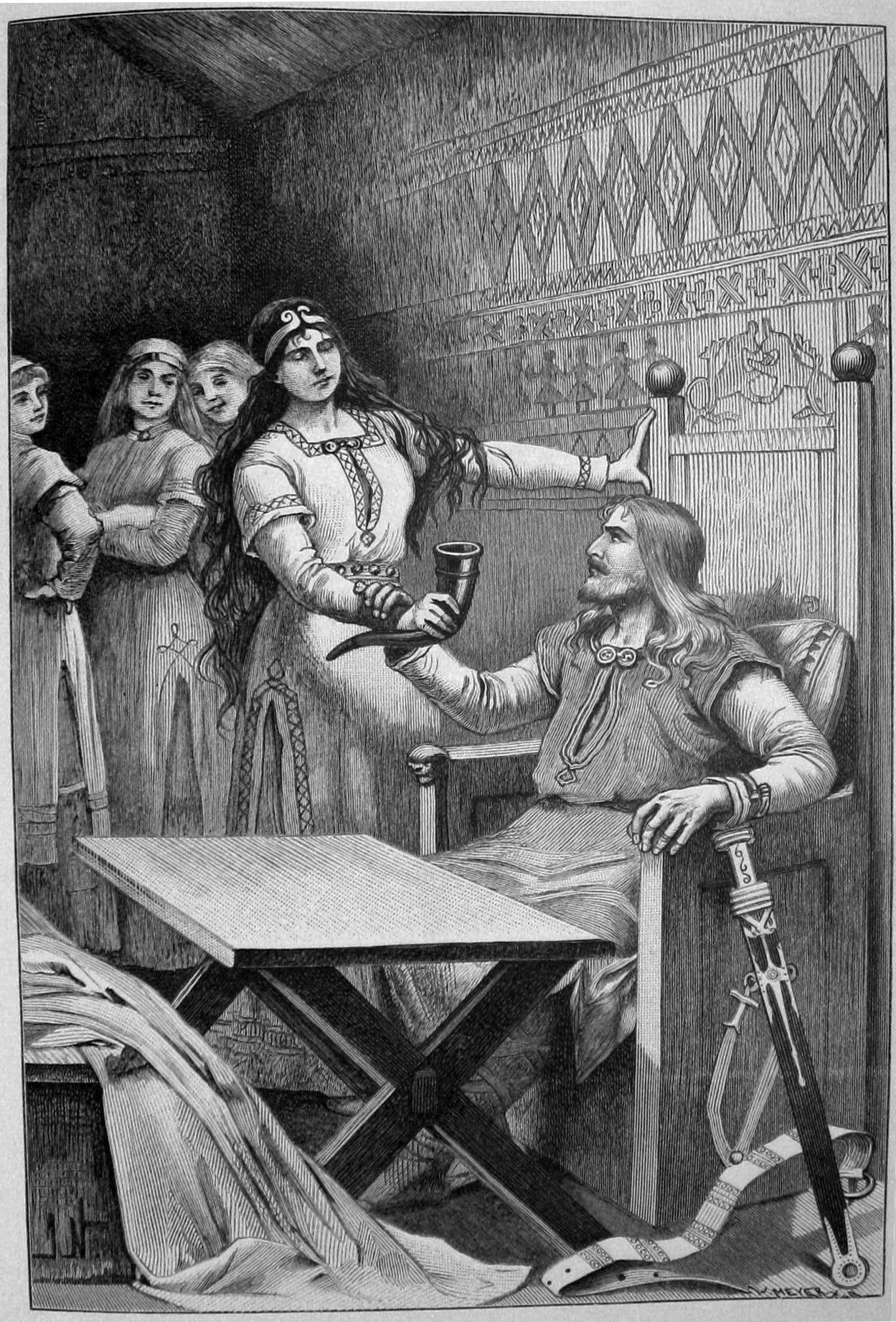
シグルズに角杯を与えるシグルドリーヴァ（イェニー・ニュストレム、1893年）

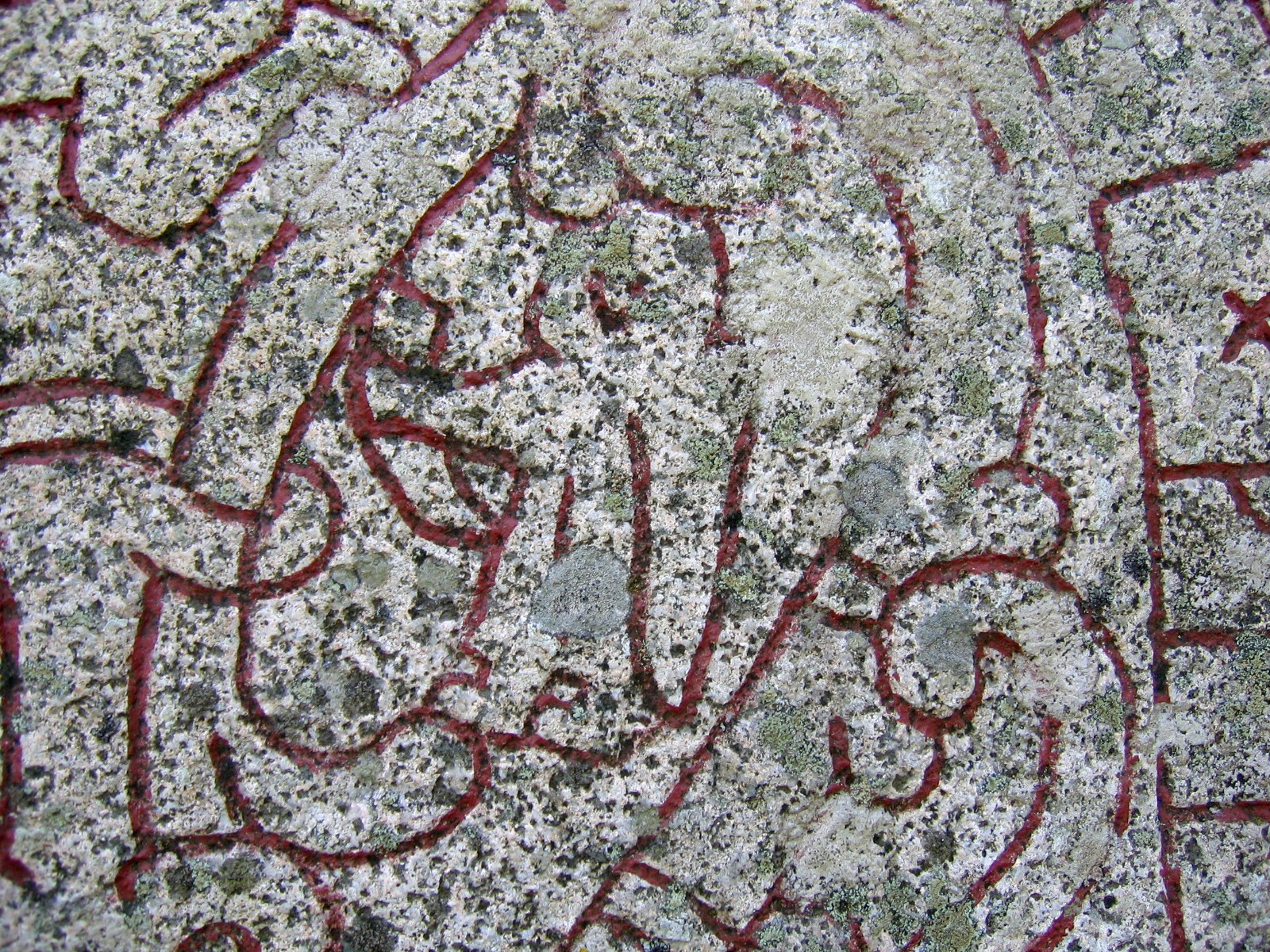
ルーン石碑に刻まれた、シグルズに角杯を与えるシグルドリーヴァの図

『シグルドリーヴァの言葉』（シグルドリーヴァのことば、古ノルド語: Sigrdrífumál）あるいは『シグルドリーヴァの歌』（シグルドリーヴァのうた）は、王の写本に収められた『古エッダ（詩のエッダ）』の一節に与えられた慣習的な名称である。
直前の『ファーヴニルの言葉』から間を置かず始まるこの詩は、シグルズとシグルドリーヴァ（ブリュンヒルド）の出会いを語るものである。シグルドリーヴァからシグルズへの助言という体裁を取り、ほとんどの部分がルーン魔術や一般的な知恵文学に関する韻文で構成される。第1スタンザを除き、古譚律（fornyrðislag）が用いられている。
終わりの部分は、いわゆる王の写本の大欠落に含まれており、より後世の紙の写本から補われている。『ヴォルスンガ・サガ』でも、いくつかの詩とともにこの場面が描かれている。

## 名称
この詩では、『エッダ（散文のエッダ）』においてはブリュンヒルドと呼ばれるヴァルキュリャをシグルドリーヴァと呼んでいる。シグルドリーヴァ（Sigrdrífa）は、勝利（sigr）と起こすもの（drífa）の合成語で、「勝利に駆り立てるもの、勝利をもたらすもの」の意である。この呼び方は、『ファーヴニルの言葉』第44スタンザと『シグルズの言葉』第4スタンザにしか現れない。『ファーヴニルの言葉』では、ヴァルキュリャを指す一般名詞のように使われているが、『シグルズの言葉』では明らかに『エッダ』におけるヒルデないしブリュンヒルドの別名として用いられている。

## 内容
この節に『シグルドリーヴァの言葉』という題をつけた編者が誰かは見解の一致をみていない。保存状態は『古エッダ』の中でも最も混沌としている。終わりの部分は王の写本の大欠落に含まれてしまっており、第29スタンザの第1行以降は失われている。しかしこの部分の内容は、より後世の紙の写本を証拠として補われている。
詩は、もともとは別々であった複数の詩を編纂したもののようである。『ヴォルスンガ・サガ』ではこの詩から18のスタンザを引用しており、作者は編纂後のバージョンを参照していたと考えられる。
シグルズとシグルドリーヴァの出会いがテクストの中心となっているが、実際にこの物語を扱っているのは5つのスタンザ（2-4, 20-21）に過ぎない。第1スタンザはシグルズとブリュンヒルドを歌った別の詩から採られたものと思われ、多くの批評家は『ブリュンヒルドの冥府への旅』の第6-10スタンザと同じ由来であるとしている。
第6-12スタンザでは、ブリュンヒルドがシグルズにルーン文字による魔術の行使について教授する。これに合わせ、第5と第13-19スタンザとして、別の資料から採られたルーンにまつわる似たような話が追加されている。この文章は、ルーン魔術の歴史的証拠として最も豊かな資料である。
第22スタンザから終わりまでの部分は、『ハヴァマール』の「ロッドファーヴニルの言葉」と比定される一連の訓話となっている。この文章は、おそらくブリュンヒルドの話の断片とは関係のない付加物で、同様に原文を多く改竄した形跡が見られる。

### シグルドリーヴァの酒語り
始まりの3つのスタンザは、シグルズに起こされた後にシグルドリーヴァが話した言葉である。ジョンソンの版では『ファーヴニルの言葉』の最終スタンザとされたスタンザを、ヘンリー・アダムズ・ベローズはこの詩の第1スタンザとみなしている。
第2スタンザの直後のスタンザ（ベローズは第4スタンザとしている）は、「彼女は言った（Hon qvaþ）」によって始まり、第1スタンザ後半のシグルズの自己紹介に対するヴァルキュリャの返答であることが分かる。
続く2つのスタンザは次のように始まる。
シグルズは彼女の脇に座り、その名を尋ねた。彼女は蜜酒の満たされた角杯を取り、「記憶の一杯（minnisveig）」を与えた。
ベローズは、注釈の中で、第2-4スタンザは「古ノルド詩の中でも極めて優れ」ているとし、この3スタンザが、リヒャルト・ワーグナーの楽劇『ニーベルングの指環』四部作の3作目『ジークフリート』第3幕の大部分の基礎となっているとした。この部分は現在まで残る北欧の神々を直接讃えた唯一の部分であり、「異端の祈り」と呼ばれることもある。

### ルーンに関するスタンザ
第5-18スタンザはルーン魔術に関するもので、さまざまな場面でのルーンの使い方を説明している。
第5スタンザでは、シグルドリーヴァはシグルズに、ルーンで魔法をかけたエールを渡している。
第6スタンザでは、剣の柄に「勝利のルーン」、おそらくテュール神にちなむ ᛐ（t）のルーンを刻むようにとの助言がなされる。
続くスタンザでは、「エールのルーン（Ølrunar）」「誕生のルーン（biargrunar）」「波のルーン（brimrunar）」「枝のルーン（limrunar）」「話のルーン（malrunar）」「思考のルーン（hugrunar）」について順に述べられる。第13-14スタンザは、オーディン神によるルーンの発見を詠んだ詩から採られたもののようである。第15-17スタンザは、また関係の薄い詩から採られたものだが、やはりルーンの話題である。第18-19スタンザについても同様であり、再びルーンの獲得の神話に戻って、アース神族、エルフ、ヴァン神族、そして人にルーンの知識がもたらされたことを歌うものである。

### 金言のスタンザ
第20-21スタンザは、シグルドリーヴァがシグルズに選択を迫る、枠物語の場面に戻る。この部分は、金言的な性質を持ち、これ以降のテクスト（王の写本に現存するのは第22スタンザから第29スタンザの冒頭まで）の導入部となっている。『ロッドファーヴニルの言葉』と同様に、1から11まで番号を振られた助言で構成されている。番号の振られていない第25,27,30,34スタンザは、あとから書き加えられたものと考えられている。

## 版と翻訳
- Benjamin Thorpe (trans.), The Edda Of Sæmund The Learned, 1866 online copy, at northvegr.org
- Sophus Bugge, Sæmundar Edda, 1867 (edition of the manuscript text) online copy
- Henry Adams Bellows (1936) (translation and commentary) online copy, at sacred-texts.com
- Guðni Jónsson, Eddukvæði: Sæmundar-Edda, 1949 (edition with normalized spelling)online copy
- W. H. Auden and P. B. Taylor (trans.), The Elder Edda: A Selection, 1969
- V.G.ネッケル他編 『エッダ　古代北欧歌謡集』谷口幸男訳、新潮社、1973年。